# Гаврилов, Николай Иванович (актёр)
Николай Иванович Гаврилов (19 июня 1911, Псков, Российская империя — 12 февраля 1997, Москва, Россия) — советский и российский актёр театра, кино и озвучивания. Заслуженный артист Эстонской ССР.

## Биография
Родился 19 июня 1911 года в Пскове. Отец работал в кустарных мастерских, ушёл из жизни когда мальчику не было и пяти лет. После его смерти мать переехала с сыном в Петроград.
Учился в трудовой школе № 72. В 1931 году вышел из стен учебного заведения с аттестатам о среднем образовании. С детства проявлял интерес к театральному искусству и стал двигаться именно в данном направлении. Первым этапом был курс театральной студии при Ленинградском БДТ, после прохождения которого был туда и принят. В 1935 году окончил её и ушёл поступать в школу киноактёров при «Мосфильм». В 1938 году окончил эту школу, и в этом же году был призван в ряды Военно-морского флота. Проходил службу в качестве артиста-краснофлотца в составе театра Балтийского флота под руководством А. В. Пергамента.
Участник Великой Отечественной войны.
В 1946 году была проведена демобилизация, и Николай Гаврилов продолжил актёрскую деятельность. Дольше всего служил в Ленинградском театре киноактёра и Театре Балтийского Флота. За плечами артиста более 140 работ с учётом кинофильмов, театральных постановок и озвучивания.
Николай Гаврилов играл чаще всего социально-бытовых персонажей, людей из народа, представителей рабочих специальностей. По мнению киноведа Алексея Тремасова, они не выглядели на экране чисто формальными, актёру удавалось создавать живые, жизненно наполненные характеры, сдобренные хорошим юмором, дополненные необходимыми для полной достоверности внешними деталями.
Ушёл из жизни 12 февраля 1997 года в Москве.

## Творчество

### Фильмография
- 1933 — Гарри занимается политикой — Вилли
- 1937 — Возвращение Максима — трубочист
- 1937, 1939 — Великий гражданин — беспризорник
- 1938 — Выборгская сторона — адъютант Бугая
- 1947 — Золушка — участник музыкальной команды
- 1948 — Драгоценные зёрна — эпизод
- 1949 — Звезда — эпизод
- 1951 — Белинский — эпизод
- 1956 — Медовый месяц — строитель
- 1957 — Бессмертная песня — красноармеец
- 1957 — Степан Кольчугин — Нюшкин
- 1957 — Улица полна неожиданностей — посыльный с цветами
- 1958 — Андрейка — шпик
- 1958 — В дни Октября — эпизод
- 1958 — Под стук колёс — пассажир
- 1958 — Шофёр поневоле — дирижёр духовного оркестра
- 1959 — В твоих руках жизнь — директор хлебозавода
- 1959 — Не имей 100 рублей… — артист театра
- 1959 — Неоплаченный долг — посетитель в столовой
- 1959 — Повесть о молодожёнах — выпускник детского дома
- 1960 — Анафема — благочинный
- 1960 — Балтийское небо (первая серия)— шофёр
- 1960 — Дама с собачкой — эпизод
- 1960 — Осторожно, бабушка! — милиционер
- 1960 — Чужая беда — Крутилин
- 1962 — Душа зовёт — работник завода
- 1963 — Бухта Елены — Максимов
- 1963 — Мандат — начальник станции Уречье
- 1964 — Верьте мне, люди — зритель в Кировском театре
- 1964 — Зайчик — официант в летнем кафе
- 1964 — Пока фронт в обороне — военный
- 1965 — Залп «Авроры» — профессор словесности
- 1965 — Перекличка — военврач
- 1966 — В городе С. — эпизод
- 1967 — Зависть — футбольный болельщик
- 1967 — Зелёная карета — эпизод
- 1967 — Мятежная застава — Фёдор
- 1969 — Невероятный Иегудиил Хламида — эпизод
- 1969 — Родом отсюда — Аверка
- 1969 — Сокровища пылающих скал — Мигуэль
- 1970 — Взрывники — рабочий
- 1970 — В тридевятом царстве — премьер-министр
- 1970 — Король Лир — эпизод
- 1970 — Любовь Яровая — эпизод
- 1972 — Дела давно минувших дней… — эксперт киноархива
- 1972 — Карпухин — приятель Мишакова
- 1972 — Приваловские миллионы — игрок
- 1972 — Табачный капитан — боярин
- 1972 — Только ты — Пётр Тимофеевич
- 1973 — Дверь без замка — представитель колхоза
- 1974 — Поцелуй Чаниты — Вундервуд
- 1974 — Трудные этажи — Владимир Борисович Ивлев
- 1973—1977 — Блокада — эпизод
- 1975 — Я больше не буду — дедушка Ляли
- 1976 — Длинное, длинное дело — понятой
- 1976 — Не плачь, девчонка — Степан Егорович
- 1977 — Алёшка и Валет — Лукич
- 1983 — Место действия — актёр
- 1983 — На вес золота — Николай Иванович
- 1985 — Сказка за сказкой — рыжий гном Двалин

### Озвучивание
- 1952 — «Как важно быть серьёзным (фильм, 1952)»[англ.]
- 1954 — С Маринчей неладно
- 1956 — Две победы
- 1956 — Скрытые настроения
- 1957 — Огни на границе
- 1957 — Поп Чира и поп Спира
- 1958 — Алло, Вы ошиблись номером
- 1958 — Госпожа министерша
- 1958 — Индюки
- 1958 — Любимец № 13
- 1958 — Они знали друг друга
- 1958 — По особому заданию
- 1959 — Безымянный остров
- 1959 — Великий поход
- 1959 — Весна в людях
- 1959 — Дорога жизни
- 1959 — Живые герои
- 1959 — Медведь и привидения
- 1959 — Повесть о реке Хуанпу
- 1959 — Повсюду весна
- 1959 — Премьера отменяется
- 1959 — Принцесса с золотой звездой
- 1959 — Тайна крепости
- 1959 — Токтогул
- 1959 — Три поколения
- 1960 — Богатырь
- 1960 — По газонам ходить разрешается
- 1960 — Хитрый Пётр
- 1961 — Ганга и Джамна
- 1961 — Отвергнутая невеста
- 1961 — Парни одной деревни
- 1961 — Сказание о любви
- 1962 — Последняя дорога
- 1962, 1963 — Горные мстители
- 1963 — Любит не любит?
- 1963 — Оглянись в пути
- 1964 — Белые горы
- 1964 — Кругосветное путешествие
- 1964 — Малютка Чорвен, боцман и Мозес
- 1964 — Поэма о камне
- 1964 — Служебное положение
- 1965 — Вопрос чести
- 1965 — Добрый дракон
- 1965 — Никто не хотел умирать
- 1965 — Слово имеет прокурор
- 1966 — Колокол Саята
- 1966 — Нужный человек
- 1966 — Орлы рано взлетают
- 1966 — Тайна пещеры Каниюта
- 1966 — Тревожное утро
- 1966 — У каждого своя дорога
- 1967 — Знамя Кривого Рога
- 1967 — Три ночи любви
- 1968 — Волчье эхо
- 1968 — Звёзды Эгера
- 1968 — Рабыня
- 1969 — Дорога к счастью
- 1969 — Лев готовится к прыжку
- 1971 — Именем итальянского народа
- 1974 — Ульзана
- 1974 — Эй вы, ковбои!
- 1974 — История мёртвого человека
- 1974 — Не бойся, не отдам!
- 1974 — Ужицкая республика
- 1975 — Не оставляй меня одну
- 1976 — Венок из дубовых листьев
- 1976 — В тени меча
- 1976 — Лето
- 1977 — Освобождение Праги
- 1977 — Гадание на ромашке
- 1977 — Звёзды в волосах, слёзы на глазах
- 1977 — Мальчуган
- 1977 — Отблеск в воде
- 1977 — Первая любовь Насреддина
- 1978 — Кугитангская трагедия
- 1978 — Подарю тебе город
- 1978 — Похищение скакуна
- 1978 — Цветение несеяной ржи
- 1979 — Дуэль под чинарой
- 1982 — Вердикт
- 1983 — Бедный Джони и Арника
- 1984 — Фронт в отчем доме

## Звания и награды
- Заслуженный артист Эстонской ССР
- Орден Красной Звезды[3]
- Медаль «За оборону Ленинграда»
- Медаль «За победу над Германией в Великой Отечественной войне 1941—1945 гг.»